# الهروب بالمنطاد
في 16 سبتمبر عام 1979، قام ثمانية أشخاص من عائلتين بالهروب من ألمانيا الشرقية عبر تجاوز الحدود إلى ألمانيا الغربية على منطاد هواءٍ ساخن. كانت هذه العملية الفريدة نتيجة لأكثر من عام ونصف من الاستعدادات التي شملت ثلاثة مناطيد مختلفة، وعدة تعديلات، ومحاولة أولى فاشلة، وقد نبهت المحاولة الأولى السلطة الاشتراكية إلى العملية، لكن السلطة لم تتمكن من التعرف عليهم حتى العملية الناجحة بعد شهرين.

## الخلفية

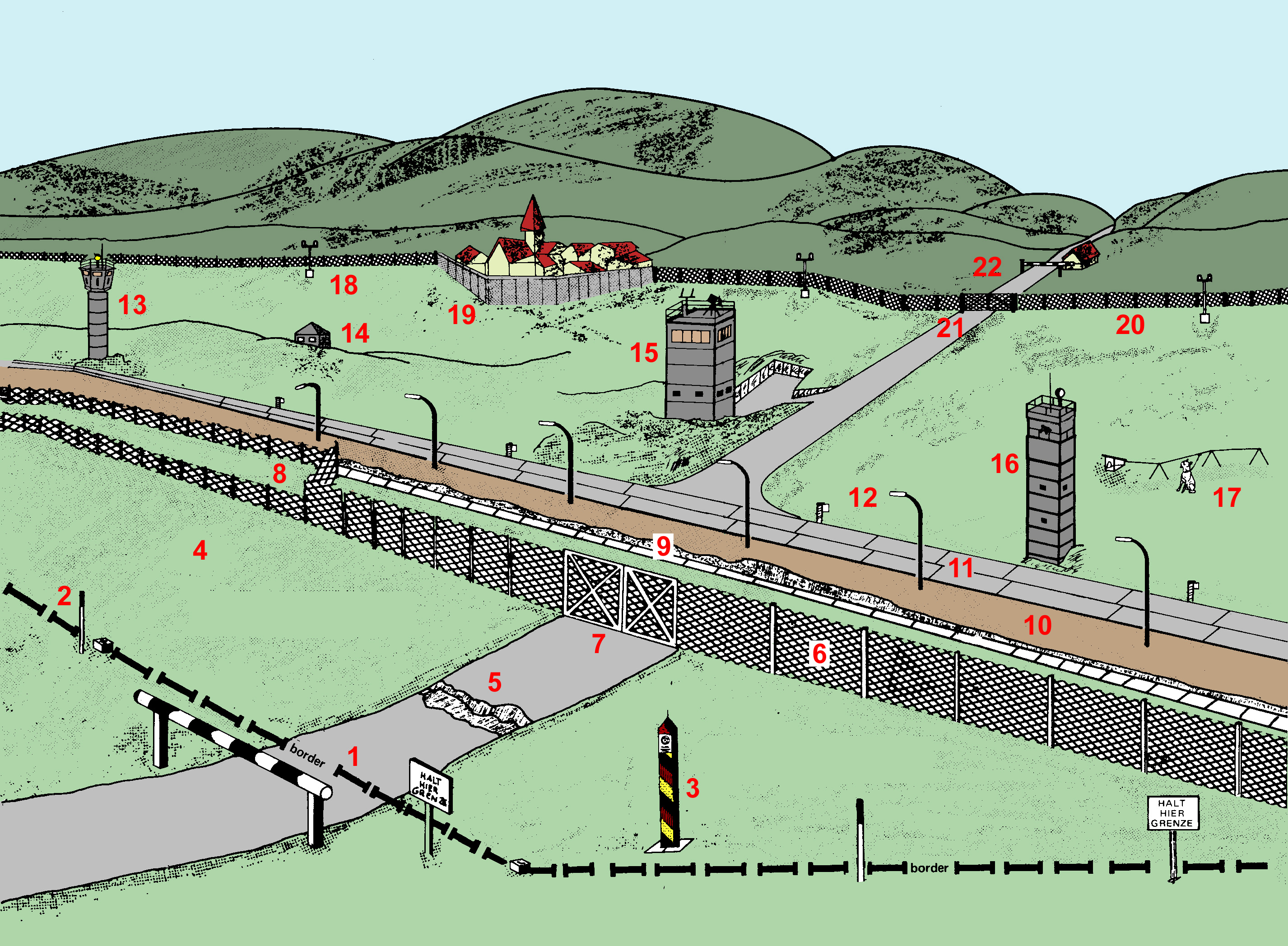
رسم تخطيطي للتحصينات الحدودية

تم فصل ألمانيا الشرقية، التي كانت آنذاك جزءًا من الكتلة الشرقية، عن ألمانيا الغربية في الكتلة الغربية عن طريق الحدود الألمانية الداخلية وجدار برلين، والتي كانت محصنة بشدة بأبراج المراقبة والألغام الأرضية والجنود المسلحين والعديد من التدابير الأخرى لمنع العبور غير القانوني. صدرت تعليمات لدوريات الحدود في ألمانيا الشرقية بمنع الانشقاق إلى ألمانيا الغربية بكل الوسائل بما في ذلك القوة المميتة ("الأمر بإطلاق النار").
بيتر ستريلزيك (بالألمانية: Peter Strelzyk) (1942–2017)، كهربائي وميكانيكي سابق في القوات الجوية لألمانيا الشرقية ، وجونتر ويتزل (بالألمانية: Günter Wetzel) (من مواليد 1955)، عامل بناء، كانا زملاء في مصنع بلاستيك محلي وكانا أصدقاء لمدة أربعة سنين. لقد تقاسموا الرغبة في الفرار من البلاد وبدأوا في مناقشة سبل عبور الحدود. في 7 مارس 1978، اتفقوا على العمل للتخطيط للهروب. فكروا في البداية ببناء طائرة هليكوبتر لكنهم أدركوا بسرعة أنهم لن يكونوا قادرين على الحصول على محرك قادر على تشغيل مثل هذه الطائرة. بعد ذلك، قرروا التفكير في فكرة بناء منطاد الهواء الساخن، وقد استوحوا الفكرة من برنامج تلفزيوني حول المنطاد. وتروي رواية بديلة أنهم استوحوا الفكرة من مقال في مجلة حول مهرجان البالونات الدولي في البوكيرك، نيو مكسيكو، من قبل أحد أقاربهم.

## البناء
بدأ الأزواج في البحث في المناطيد. كانت خطتهم هي الهروب مع زوجاتهم وأطفالهم الأربعة (تتراوح أعمارهم بين 2 و15 عامًا). لقد حسبوا وزن الركاب والمركبة نفسها بحوالي 750 كيلوجرامًا. حددت الحسابات اللاحقة أن البالون القادر على رفع هذا الوزن سيحتاج إلى حمل 2000 متر مكعب (71000 قدم مكعب) من الهواء الساخن إلى 100 درجة مئوية. وكان الحساب التالي هو كمية المواد اللازمة للبالون، والتي تقدر بـ 800 متر مربع.
عاش الزوجان في بوسنيك، وهي بلدة صغيرة يبلغ عدد سكانها حوالي 20 ألف نسمة حيث لن يستطيعوا توفير كميات كبيرة من القماش دون إثارة الضكوك. لقد حاولوا البحث في المدن المجاورة مثل رودولشتات وسالفيلد وجينا دون جدوى. سافروا مسافة 50 كيلومترًا (31 ميلًا) إلى جيرا حيث اشتروا لفات من القماش القطني بعرض متر واحد (3 قدم 3 بوصات) يبلغ طولها الإجمالي 850 مترًا (2790 قدمًا) في متجر متعدد الأقسام بعد إخبار الموظف المذهول أنهم بحاجة إلى كمية كبيرة من المواد لاستخدامها كبطانة لخيمة نادي التخييم الخاص بهم.
أمضى ويتزل أسبوعين في خياطة القماش في كيس على شكل بالون، بعرض 15 مترًا (49 قدمًا) وطول 20 مترًا (66 قدمًا)، على ماكينة خياطة عمرها 40 عامًا تعمل يدويًا. أمضى ستريلزيك الوقت في بناء مجموعة الجندول والموقد. كان الجندول مصنوعًا من إطار حديدي وأرضية من الصفائح المعدنية وحبل غسيل يدور حول المحيط كل 150 ملم (5.9 بوصة) للجوانب. تم صنع الموقد باستخدام زجاجتين سعة 11 كيلوغرام من غاز البروبان السائل المنزلي، وخراطيم، وأنبوب ماء، وفوهة، وقطعة من أنبوب الموقد.

## الاختبار الأول
كان الفريق جاهزًا لاختبار المركبة في أبريل 1978. وبعد أيام من البحث، وجدوا غابة منعزلة مناسبة بالقرب من زيغنروك، على بعد 10 كم (6.2 ميل) من الحدود و30 كم (19 ميل) من بوسنيك. بعد إشعال الموقد في إحدى الليالي، فشلوا في نفخ البالون. لقد اعتقدوا أن المشكلة قد تكون أنهم وضعوا البالون على الأرض. بعد أسابيع من البحث الإضافي، عثروا على منحدر يبلغ طوله 25 مترًا (82 قدمًا) في مقلع للصخور حيث يمكنهم تعليق المنطاد عموديًا قبل النفخ ولكن ذلك لم ينجح أيضًا.
بعد ذلك قرروا ملء الكيس أولاً بالهواء عند درجة الحرارة المحيطة قبل استخدام الموقد لرفع درجة حرارة الهواء لتوفير الرفع. قاموا ببناء منفاخ بقوة 14 حصانًا 250 سم مكعب (15 متر مكعب) محرك دراجة نارية، بدأ مع مشغل سيارة ترابانت مدعوم بكابلات توصيل من سيارة ستريلزيك سيدان موسكفيتش. قام هذا المحرك، الذي تم تهدئته بواسطة كاتم صوت ترابانت، بإدارة شفرات المروحة بطول متر واحد (3.3 قدم) لنفخ البالون. كما استخدموا أيضًا قاذف اللهب محلي الصنع، على غرار موقد الجندول، لتسخين الهواء مسبقًا بشكل أسرع. مع إجراء هذه التعديلات، عادوا إلى المنطقة المنعزلة للمحاولة مرة أخرى ولكنهم ما زالوا غير قادرين على نفخ البالون. لقد سمح لهم استخدام المنفاخ باكتشاف أن مادة القطن التي صنعوا بها البالون كانت مسامية جدًا وتتسرب بشكل كبير.
كلفتهم جهودهم الفاشلة 2400 مارك ألماني. تخلص ستريلزيك من القماش عن طريق حرقه في فرنه على مدى عدة أسابيع.

## الاختبار الثاني
قام الثنائي بشراء عينات من أقمشة مختلفة من المتاجر المحلية، بما في ذلك مواد المظلات وعينات مختلفة من التفتا والنايلون. واستخدموا فرنًا لاختبار مقاومة المادة للحرارة، وقاموا بإنشاء جهاز اختبار من مكنسة كهربائية وأنبوب زجاجي مملوء بالماء لتحديد المادة التي ستسمح للفراغ بممارسة أكبر قدر من الشفط على الماء. وهذا من شأنه أن يكشف عن المواد الأكثر مقاومة للهواء. كان أداء غطاء المظلة هو الأفضل ولكنه كان أيضًا الأغلى ثمناً. وبدلاً من ذلك اختاروا نوعًا صناعيًا من قماش التفتا.
ولشراء كمية كبيرة من القماش دون إثارة الكثير من الشكوك، توجهوا مرة أخرى إلى مدينة بعيدة. هذه المرة سافروا أكثر من 160 كيلومترًا (100 ميل) إلى متجر متعدد الأقسام في لايبزيغ. كانت قصة الغلاف الخاصة بهم هذه المرة هي أنهم كانوا في نادي إبحار ويحتاجون إلى المواد اللازمة لصنع الأشرعة. كان لا بد من طلب الكمية التي يحتاجونها، وعلى الرغم من أنهم كانوا يخشون أن يتم إبلاغ جهاز أمن الدولة في ألمانيا الشرقية (ستاسي) بالشراء، إلا أنهم عادوا في اليوم التالي والتقطوا المواد دون وقوع أي حادث. لقد دفعوا 4800 فرنك شرقي (720 دولارًا أمريكيًا) مقابل 800 متر (2600 قدم) من القماش بعرض 1 متر (3 قدم 3 بوصات). وفي طريق عودتهم إلى المنزل، اشتروا أيضًا محركًا كهربائيًا لتسريع ماكينة الخياطة التي تعمل بالدواسة والتي كانوا يستخدمونها لخياطة المادة على شكل البالون المطلوب.
أمضى ويتزل الأسبوع التالي في خياطة المادة في بالون آخر، وأنجز المهمة بشكل أسرع في المرة الثانية باستخدام ماكينة الخياطة الكهربائية الآن. وبعد فترة وجيزة، عادوا إلى منطقة الغابة وقاموا بنفخ الكيس في حوالي خمس دقائق باستخدام المنفاخ وقاذف اللهب. نهض الكيس واحتجز الهواء، لكن الموقد الموجود في الجندول لم يكن قويًا بما يكفي لتوليد الحرارة اللازمة للرفع. استمروا في إجراء التجارب لعدة أشهر، وضاعفوا عدد خزانات البروبان وجربوا خليطًا مختلفًا من الوقود. بخيبة أمل من النتيجة، قرر ويتزل التخلي عن المشروع وبدلاً من ذلك بدأ في متابعة فكرة بناء طائرة خفيفة صغيرة تعمل بمحرك البنزين أو طائرة شراعية.
واصل ستريزلك محاولة تحسين الموقد. في يونيو 1979، اكتشف أنه مع قلب خزان البروبان، يؤدي الضغط الإضافي إلى تبخر البروبان السائل مما يؤدي إلى خلق لهب أكبر. قام بتعديل الجندول لتركيب خزانات البروبان رأسًا على عقب، وعاد إلى موقع الاختبار حيث وجد التكوين الجديد أنتج لهبًا بطول 12 مترًا (39 قدمًا). كان ستريلزك على استعداد لمحاولة الهروب.

## محاولة الهروب الأولى
في 3 يوليو 1979، كانت أحوال الطقس والرياح مواتية. انطلقت عائلة ستريلزيك بأكملها من الغابة في الساعة 1:30 صباحًا وتسلقت بمعدل 4 أمتار (13 قدمًا) في الثانية. وصلوا إلى ارتفاع 2000 متر (6600 قدم) وفقًا لمقياس الارتفاع الذي صنعه ستريلزيك عن طريق تعديل البارومتر. وكانت ريح خفيفة تهب عليهم باتجاه الحدود. دخل البالون إلى السحابة، وتكثف بخار الماء الجوي على البالون وتسبب الوزن الإضافي في هبوطه قبل الأوان. لقد هبطوا بسلام على بعد حوالي 180 مترًا (590 قدمًا) من الحدود، على حافة المنطقة الحدودية المفخخة بالألغام. لم يكن سترلزيك متأكدًا من مكان وجودهم، فاستكشفه حتى عثر على قطعة من القمامة - كيس خبز من مخبز في فيرنيجرود، وهي بلدة في ألمانيا الشرقية. وأمضت الأسرة تسع ساعات في تخليص نفسها بعناية من المنطقة الحدودية التي يبلغ عرضها 500 متر (1600 قدم) لتجنب اكتشافها. كان عليهم أيضًا السفر دون أن يلاحظهم أحد عبر منطقة محظورة بطول 5 كيلومترات (3.1 ميل) قبل المشي مسافة إجمالية تبلغ 14 كيلومترًا (8.7 ميل) إلى سيارتهم وجميع أدوات الإطلاق التي تركوها هناك. لقد عادوا إلى المنزل في الوقت المناسب للإبلاغ عن غيابهم بسبب المرض في العمل والمدرسة.
اكتشفت السلطات المنطاد المهجور في وقت لاحق من ذلك الصباح. دمر ستريلزيك جميع الأدلة المساومة وباع سيارته خوفًا من أن تربطه بمحاولة الهروب. في 14 أغسطس، أطلق أمن الدولة نداءً للعثور على "مرتكب جريمة خطيرة"، مع إدراج قائمة تفصيلية بجميع العناصر التي تم العثور عليها في موقع الهبوط. شعر ستريلزيك أن أمن الدولة سيتتبع البالون في النهاية إليه وإلى ويتزل. واتفق مع ويتزل على أن أفضل فرصة لهم هي بناء منطاد آخر بسرعة والخروج في أسرع وقت ممكن.

## الهروب الناجح
قرر الزوجان مضاعفة حجم البالون إلى 4000 متر مكعب (140.000 قدم مكعب) في الحجم وقطره 20 مترًا (66 قدمًا) وارتفاعه 25 مترًا (82 قدمًا). لقد احتاجوا إلى 1250 مترًا مربعًا (13500 قدم مربع) من قماش التفتا، واشتروا المادة بألوان وأنماط مختلفة في جميع أنحاء البلاد هربًا من الشك. قام ويتزل بخياطة بالون ثالث باستخدام أكثر من 6 كيلومترات (3.7 ميل) من الخيوط وأعاد ستريلزك بناء كل شيء آخر كما كان من قبل. كانوا جاهزين في ستة أسابيع ببالون يبلغ وزنه 180 كيلوغرامًا (400 رطل)، وحمولة قدرها 550 كيلوغرامًا (1210 رطل)، بما في ذلك الجندول والمعدات وحمولة (العائلتين). واثقين من حساباتهم، وجدوا الظروف الجوية مناسبة في 15 سبتمبر عندما خلقت عاصفة رعدية عنيفة الرياح المناسبة وانطلقوا إلى موقع الإطلاق في سيارة ستريزلك البديلة (وارتبورغ) والدراجة البخارية. وصلوا الساعة 1:30 صباحًا، واحتاجوا إلى عشر دقائق فقط لنفخ البالون وثلاث دقائق إضافية لتسخين الهواء.
لقد انطلقوا بعد الساعة 2:00 صباحًا مباشرةً، ولأن الحبال التي تثبت الجندول على الأرض لم يتم قطعها بشكل متزامن، فقد مال الجندول وأرسل اللهب نحو القماش، مما أدى إلى اشتعال النيران. بعد أن تم إخماد الحريق بمطفأة تم إحضارها لمثل هذه الحالة الطارئة، ارتفع المنطاد إلى 2000 متر (6600 قدم) في تسع دقائق، وانجرف نحو ألمانيا الغربية بسرعة 30 كيلومترًا في الساعة (19 ميلاً في الساعة). لقد طاروا لمدة 28 دقيقة، وكانت درجة الحرارة −8 درجة مئوية (18 درجة فهرنهايت) ولم يكن هناك مأوى لأن الجندول كان مجرد درابزين من حبل الغسيل. أدى سوء تقدير التصميم إلى أن يكون أنبوب الموقد طويلًا جدًا، مما تسبب في ارتفاع اللهب كثيرًا في البالون مما يؤدي إلى ضغط زائد مما تسبب في انقسام البالون. أدى اندفاع الهواء من الانقسام إلى إطفاء لهب الموقد. تمكن ويتزل من إعادة إشعال الشعلة بعود ثقاب واضطر إلى القيام بذلك عدة مرات قبل أن يهبطوا. وفي مرحلة ما، قاموا بزيادة اللهب إلى أقصى حد ممكن وارتفع إلى 2500 متر (8200 قدم). وعلموا لاحقًا أن ارتفاعها كان مرتفعًا بدرجة كافية ليتم اكتشافها على الرادار من قبل مراقبي الحركة الجوية في ألمانيا الغربية، ولكن لم يتم التعرف عليهم. كما تم اكتشافهم أيضًا على الجانب الألماني الشرقي من قبل حارس ليلي في دار الثقافة بالمنطقة في باد لوبنشتاين. أدى الإبلاغ عن جسم طائر مجهول الهوية يتجه نحو الحدود إلى قيام الحراس بتفعيل أضواء البحث، لكن البالون كان مرتفعًا جدًا وبعيدًا عن مرمى الأضواء.
أدى التمزق في البالون إلى اضطرارهم إلى استخدام الموقد في كثير من الأحيان وكانت المسافة التي يمكنهم قطعها محدودة إلى حد كبير. قال ويتزل لاحقًا إنه يعتقد أنه كان بإمكانهم السفر لمسافة 50 كيلومترًا أخرى لو ظل المنطاد سليمًا. لقد عبروا المعبر الحدودي عند رودولفستين على الطريق السريع A9 ورأوا أضواء البحث. عندما نفد البروبان، هبطوا بسرعة، وهبطوا بالقرب من بلدة نائلة، في ولاية بافاريا بألمانيا الغربية، وعلى بعد 10 كيلومترات فقط من الحدود. وكانت الإصابة الوحيدة التي تعرض لها ويتزل، حيث كسرت ساقه عند الهبوط. أشارت أدلة مختلفة للعائلات إلى أن المنطاد قد نجح في عبور الحدود. وشملت هذه اكتشاف الأضواء الملونة باللونين الأحمر والأصفر، وهو أمر غير شائع في ألمانيا الشرقية، والمزارع الصغيرة، على عكس العمليات الكبيرة التي تديرها الدولة في الشرق. وكان الدليل الآخر هو المعدات الزراعية الحديثة، على عكس المعدات القديمة المستخدمة في ألمانيا الشرقية. رأى اثنان من ضباط شرطة ولاية بافاريا ضوء البالون الخافت واتجها إلى المكان الذي اعتقدا أنه سيهبط فيه. وهناك وجدوا ستريلزيك وويتزل، اللذين سألا أولاً عما إذا كانا قد وصلا إلى الغرب، على الرغم من أنهما لاحظا أن سيارة الشرطة كانت من طراز أودي - وهي علامة أخرى على وجودهما في ألمانيا الغربية. وعندما علموا بذلك، دعوا عائلاتهم بسعادة للانضمام إليهم.

## ما بعد العملية
قامت ألمانيا الشرقية على الفور بتعزيز أمن الحدود، وأغلقت جميع المطارات الصغيرة القريبة من الحدود، وأمرت بإبقاء الطائرات في أماكن أبعد داخل البلاد. أصبحت خزانات غاز البروبان منتجات مسجلة ولم يعد من الممكن شراء كميات كبيرة من الأقمشة المناسبة لبناء البالونات. تم حظر البريد من ألمانيا الشرقية إلى العائلات.
علم إريك ستريلزيك بهروب شقيقه من خلال أخبار زي دي إف وتم القبض عليه بعد ثلاث ساعات من الهبوط في شقته في بوتسدام. كان اعتقال أفراد الأسرة إجراءً معتادًا لردع الآخرين عن محاولة الهروب. ووجهت إليه تهمة "المساعدة والتحريض على الهروب" وكذلك ماريا أخت ستريلزيك وزوجها اللذين حكم عليهما بالسجن لمدة عامين ونصف. وتم إطلاق سراح الثلاثة في النهاية بمساعدة منظمة العفو الدولية.
قررت العائلات أن تستقر في البداية في نايلا حيث هبطت. عمل ويتزل كميكانيكي سيارات وافتتح ستريلزك ورشة لإصلاح أجهزة التلفاز في باد كيسينغن. وبسبب الضغط عليهم من جواسيس أمن الدولة الشرقية، انتقلت عائلة ستريلزك إلى سويسرا في عام 1985. بعد إعادة توحيد ألمانيا في عام 1990، عادوا إلى مسقط رأسهم في بوسنيك وإلى منزلهم القديم هناك. بقيت عائلة ويتزل في بافاريا.
دفعت مجلة شتيرن الأسبوعية الألمانية الغربية إلى ستريلزك و ويتزل مقابل الحقوق الحصرية للقصة.
تم تصوير الهروب في فيلمين: Night Crossing (1982) و Balloon (2018). الأول، الذي يُطلق عليه أيضًا اسم With the Wind to the West - الترجمة الإنجليزية للعنوان الألماني - كان فيلمًا باللغة الإنجليزية من إنتاج شركة ديزني. يقال إن عائلة ستريلزك "تأثرت بالبكاء" عند عرض الفيلم في مركز روكفلر في مدينة نيويورك. كان الأخير عبارة عن إنتاج باللغة الألمانية "ورحبت العائلتان برغبة [المخرج] هيربيج، على حد تعبيره، في صنع فيلم ألماني لجمهور عالمي". قال هيربيج في عام 2018 إن عائلتي ستريلزيك وويتزل كانتا غير راضيتين. مع فيلم ديزني.
توفي بيتر ستريلزيك عام 2017 عن عمر يناهز 74 عامًا بعد صراع طويل مع المرض.
في عام 2017، تم وضع البالون في معرض دائم في متحف Haus der Bayerischen Geschichte: بافاريا.

## قائمة الهاربين
- بيتر ستريلزيك، 37 عام
- دوريس ستريلزيك
- فرانك ستريلزك، 15 عام
- أندريس ستريلزيك، 11 عام
- غونتر واتزل، 24 عام
- بيترا واتزل
- بيتر واتزل ، 5 عام
- أندريس واتزل، عامان